# Christof von Britzke

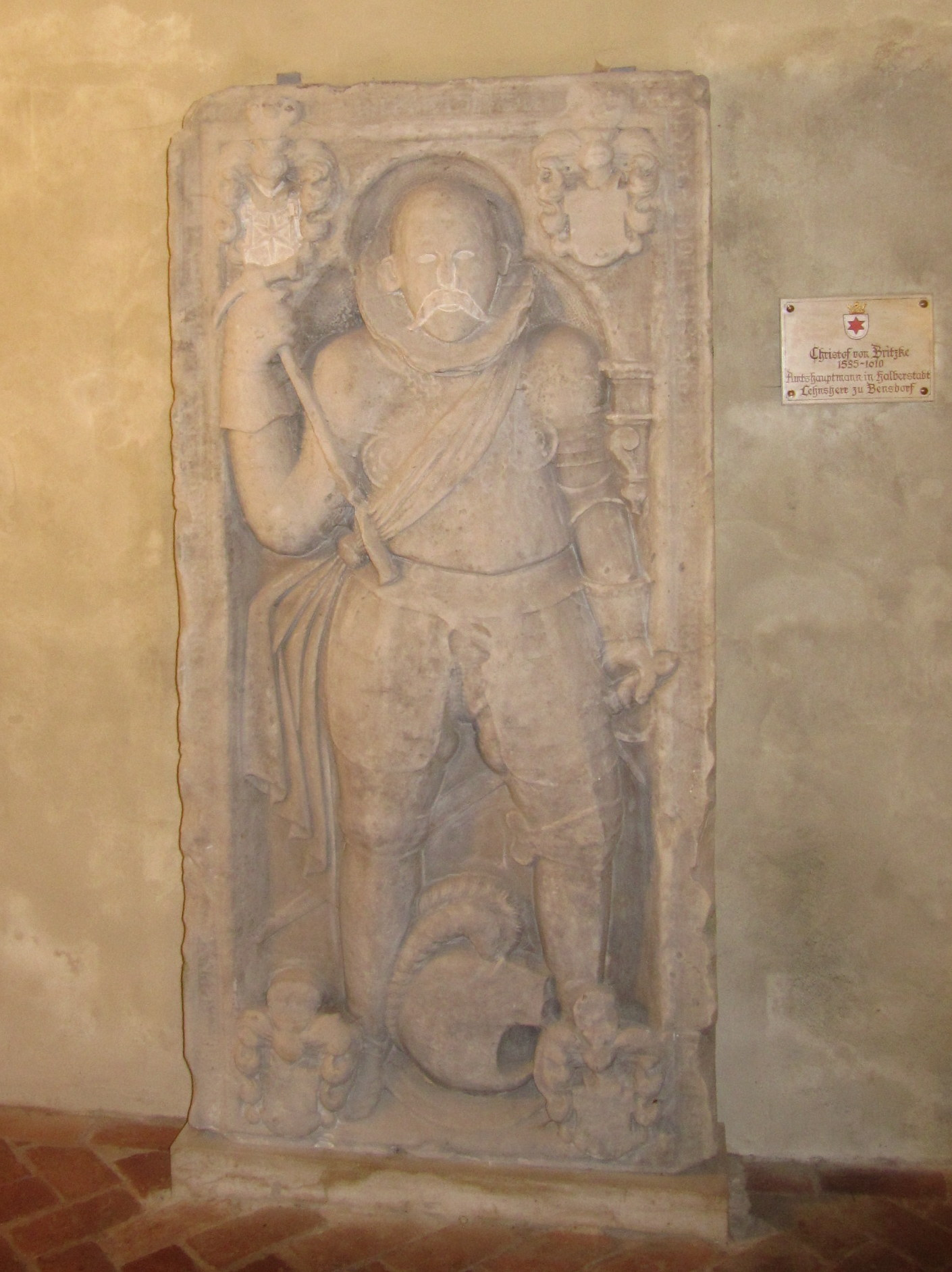
Grabplatte mit Darstellung Christof von Britzke in der Dorfkirche Wusterwitz

Christof von Britzke, auch  Christoph von Brietzke, (* 1535; † 1610) war ein Militär und Beamter im Hochstift Halberstadt.

## Leben
Christof von Britzke wurde 1535 geboren. Er entstammte der Adelsfamilie von Britzke und war Lehnsherr in Altbensdorf, Oberstleutnant und Amtshauptmann zu Halberstadt. Verheiratet war er mit Magdalene, geborene von Kißleben. Gemeinsame Söhne waren Christoph Matthies von Britzke und Ludwig von Britzke.
Christof von Britzke starb 1610. Seine reliefartige Grabplatte mit seiner Darstellung befindet sich in der Dorfkirche Wusterwitz.